# 1-метилцитозин
1-Метилцитозин — органическое соединение, пиримидиновое азотистое основание, метилированное производное цитозина. Используется в комбинации с изогуанином, с которым образует 3 водородные связи благодаря комплементарности с последним, при исследовании искусственных аналогов нуклеиновых кислот, образующих спаренные основания в структуре хатимодзи-ДНК.

## История
1-Метилцитозин был впервые синтезирован американским химиком Мириамом Росси в 1977 году.

## Синтез
- 5-Метилцитозин